# Halcampa capensis
Halcampa capensis är en havsanemonart som beskrevs av Oscar Henrik Carlgren 1938. Halcampa capensis ingår i släktet Halcampa och familjen Halcampidae. Inga underarter finns listade i Catalogue of Life.